# Gżira United Football Club
El Gzira United Football Club es un equipo de fútbol de Malta que milita en la Premier League de Malta, la liga de fútbol más importante del país.

## Historia
Fue fundado en el año 1947 en la ciudad de Gzira, aunque sus partidos los juega en Ta' Qali. Nunca ha sido campeón de la Premier League de Malta, pero sí ha ganado el Torneo de Copa en 1 ocasión, aunque para ello tuvieron que jugar 3 partidos ante el Birkirkara FC y finalista en otro torneo local.
A nivel internacional ha participado en 5 ocasiones en torneos continentales, siendo su mayor logro la eliminación ante el Wolfsberger AC de Austria en la Tercera Ronda clasificatoria de la Conference League 2022/23.

## Palmarés
- Copa Maltesa: 1

1972/73
- Copa de los Hijos de Malta: 0
  - Finalista: 1

1973/74
- Primera División de Malta: 1

2015/16

## Participación en competiciones de la UEFA
| Temporada | Torneo                   | Ronda | Club                    | Casa | Visita     | Global         |
| --------- | ------------------------ | ----- | ----------------------- | ---- | ---------- | -------------- |
| 1973–74   | UEFA Cup Winners' Cup    | 1     | Brann                   | 0–2  | 0–7        | 0–9            |
| 2018–19   | UEFA Europa League       | 1     | Sant Julià              | 2–1  | 2–0        | 4–1            |
| 2018–19   | UEFA Europa League       | 2     | Radnički Niš            | 0–1  | 0–4        | 0–5            |
| 2019–20   | UEFA Europa League       | 2     | Hajduk Split            | 0–2  | 3–1        | 3–3 (v.)       |
| 2019–20   | UEFA Europa League       | 3     | Ventspils               | 2–2  | 0–4        | 2–6            |
| 2021–22   | Europa Conference League | 1     | Sant Julià              | 1–1  | 0–0        | 1–1 (5:3 pen.) |
| 2021–22   | Europa Conference League | 2     | Rijeka                  | 0–2  | 0–1        | 0–3            |
| 2022–23   | Europa Conference League | 1     | Atlètic Club d'Escaldes | 1-1  | 1-0        | 2-1            |
| 2022–23   | Europa Conference League | 2     | FK Radnički Niš         | 2-2  | 3-3        | 5-5 (3-1 p)    |
| 2022–23   | Europa Conference League | 3     | Wolfsberger AC          | 0-4  | 0-0        | 0-4            |
| 2023-24   | Europa Conference League | 1     | Glentoran FC            | 2-2  | 1-1 (t.e.) | 3-3 (14-13 p)  |
| 2023-24   | Europa Conference League | 2     | F91 Dudelange           | 2-0  | 1-2        | 3-2            |
| 2023-24   | Europa Conference League | 3     | FC Viktoria Plzeň       | 0-2  | 0-4        | 0-6            |

## Jugadores

### Jugadores destacados
- Ronnie Cocks[4]
- Michael Sultana[5]
- Michael Woods[6]
- Robert de Pinho

## Entrenadores
- Joe Grech (2011-2012)
- Branko Nisevic (2016)[7][8]
- Darren Abdilla (2016)[9]
- Darren Abdilla (2018-2019)[10]
- Jesmond Zerafa (2019)[11]
- Giovanni Tedesco (2019-2020)[12][13]
- Paul Zammit (2020-2023)[14]
- Darren Abdilla (2023-)